# All's Well, Ends Well
Pour plus de détails, voir Fiche technique et Distribution.
All's Well, Ends Well (家有囍事, Ga yau hei si) est une comédie hongkongaise réalisée par Clifton Ko et sortie en 1992 à Hong Kong.
Comédie mo lei tau (absurde) de Stephen Chow, elle est considérée comme un film culte à Hong Kong.
Totalisant 48 992 188 $HK au box-office, elle donne lieu à toute une série de suites, dont All's Well, Ends Well Too qui sort l'année suivante.

## Synopsis
Trois frères infortunés finissent par comprendre, grâce à leurs exploits et mésaventures amoureuses, que l'amour ne s’acquiert que par un effort de longue haleine et qu'il peut se perdre rapidement.
Moon (Raymond Wong) est le frère aîné et chef de la famille. Le film commence par son 7e anniversaire de mariage avec Leng (Sandra Ng), célébration qu'il déserte pour rejoindre sa maîtresse (Sheila Chin (en)). Plus tard, il revient chez lui avec elle, forçant sa femme (qu'il appelle « sorcière ») à quitter la maison, consternée. Bien qu'elle soit très dévouée à son mari et tolère toutes ses mauvaises conduites, sa tolérance ne lui permet plus d'accepter ouvertement sa maîtresse dans la maison familiale.
So (Leslie Cheung) est un fleuriste efféminé et conférencier dans une école d'art. Il est bon en cuisine et aime les loisirs féminins. Sa cousine Mo-seung (Teresa Mo) se rend chez lui le soir même et dévore entièrement un banquet gastronomique raffiné que So voulait offrir à Leng pour son anniversaire de mariage, par ailleurs désastreux. À partir de ce jour, So et Mo-seung sont constamment en désaccord sur des questions triviales, s'insultant mutuellement avec des métaphores vulgaires lors d'une session de jeu de mah-jong et restent apparemment irréconciliables.
Foon (Stephen Chow) est DJ dans une radio locale, flirte sans vergogne en cours de diffusion et est bien connu chez ses nombreuses fans féminines pour son impressionnante technique de baisers. Holli-yuk (Maggie Cheung) l'appelle un jour à l'antenne et lui donne rendez-vous. Grande amatrice de cinéma américain, elle aime reconstituer des scènes d'amour particulières de ces films. Elle est convaincue que Foon partage sa vision romantique et qu'ils deviendront vite amoureux. Foon, cependant, est un playboy notoire qui n'est pas pressé de s'installer. Comme on pouvait s'y attendre, Holli-yuk le surprend en flagrant délit d'infidélité. Après un accident qui laisse Foon souffrant d'une maladie mentale légèrement débilitante, Holli-yuk lui propose de devenir son infirmière. Profitant de ce nouveau rôle, elle élabore avec plaisir des méthodes pour le punir de son adultère.

## Fiche technique
- Titre original : 家有囍事
- Titre international : All's Well, Ends Well
- Réalisation : Clifton Ko
- Scénario : Vincent Kok (en), Choi Ting-ting, Roman Cheung et Eric Yeung
- Photographie : Lee Kin-keung
- Montage : Kam Ma
- Musique : Lam Manyee (en)
- Production : Clifton Ko et Raymond Wong
- Société de production : Regal Entertainment (en)
- Société de distribution : Mandarin Films Distribution (en) et Regal Entertainment (en)
- Pays d'origine :  Hong Kong
- Langue originale : cantonais
- Format : couleur
- Genre : comédie
- Durée : 100 minutes
- Dates de sortie :
  - Hong Kong : 25 janvier 1992
  - Taïwan : 15 février 1992

## Distribution
- Stephen Chow : Seung Foon, un DJ playboy qui aime flirter lors des émissions
- Maggie Cheung : Holli-yuk, une passionnée de cinéma qui rêve de trouver l'homme de sa vie
- Leslie Cheung : Seung So, le grand frère efféminé de Foon et arrangeur floral
- Teresa Mo : Leung Mo-seung, la cousine et rivale de Seung So
- Raymond Wong : Seung Moon, le frère aîné de Foon
- Sandra Ng : Leng, l'épouse de Moon divorcée puis remariée
- Sheila Chin (en) : Sheila, la maîtresse de Moon
- Lee Heung-kam (en) : Mama Seung, la mère des frères
- Kwan Hoi-san : Papa Seung, le père des frères
- Clifton Ko : un méchant patron du karaoké
- Vincent Kok (en) : un homme d'affaires japonais
- Loletta Lee : l'une des petites amies de Foon
- James Wong
- Wong Kwong-leung : Frères Kwong
- Andrew Yuen (en) :  Kai-ming
- Cheri Ho : Dolleen
- Chow Chi-fai : un docteur